# Saint-Pierre-des-Ormes
Saint-Pierre-des-Ormes är en kommun i departementet Sarthe i regionen Pays de la Loire i nordvästra Frankrike. Kommunen ligger i kantonen Mamers som tillhör arrondissementet Mamers. År 2022 hade Saint-Pierre-des-Ormes 212 invånare.

## Befolkningsutveckling
Antalet invånare i kommunen Saint-Pierre-des-Ormes
| Referens: INSEE |